# Gare du Champ-Saint-Père
La gare du Champ-Saint-Père est une gare ferroviaire française, aujourd’hui fermée, de la ligne de la ligne de Nantes-Orléans à Saintes, située sur le territoire de la commune du Champ-Saint-Père, dans le département de la Vendée, en région Pays de la Loire. Elle se trouve à environ 800 mètres du centre du village.

## Situation ferroviaire
Établie à 42 m d'altitude, la gare du Champ-Saint-Père est située au point kilométrique (PK) 97,056 de la ligne de Nantes-Orléans à Saintes, entre les gares ouvertes de La Roche-sur-Yon et de Luçon. Elle est séparée de La Roche-sur-Yon par les gares fermées de Nesmy et des Courtesolles et de Luçon par celles également fermées de La Bretonnière et des Magnils-Reigniers.

## Histoire

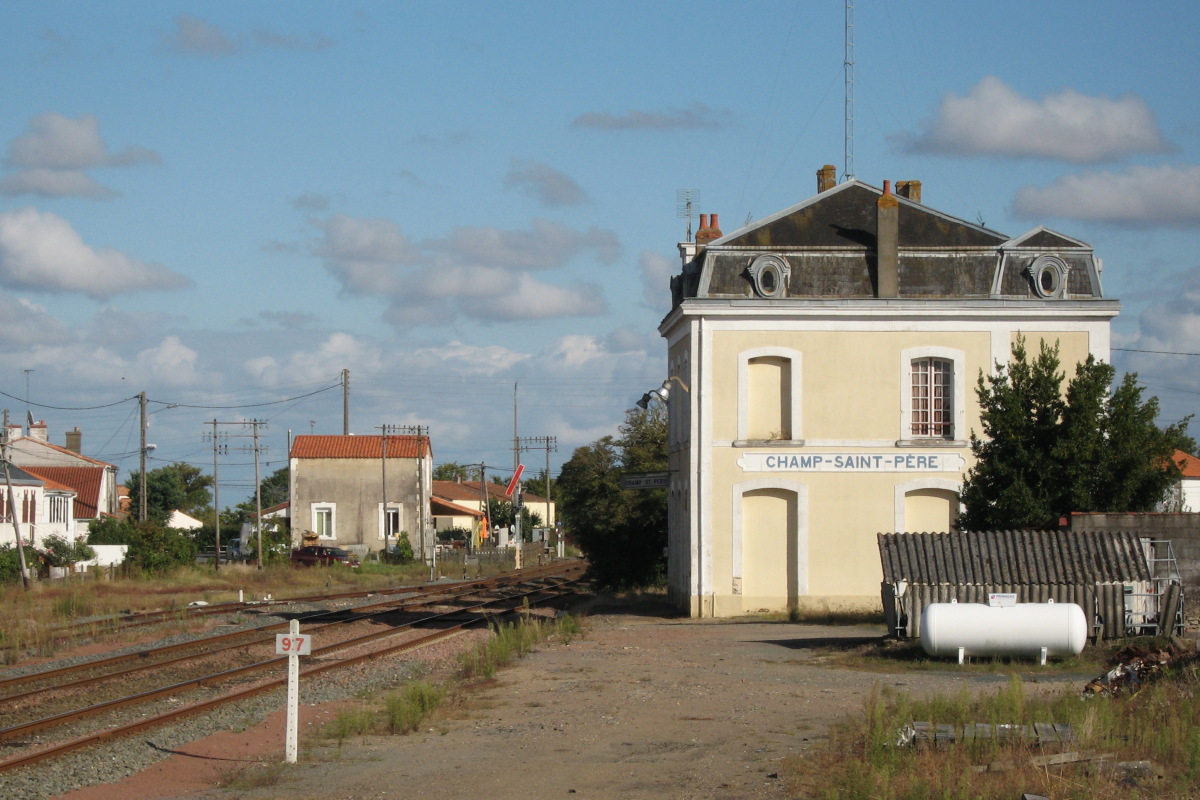
Les voies de l’ancienne gare de Champ-Saint-Père vues en direction de Saintes.

Aujourd’hui, la gare peut être utilisée pour le cantonnement (block manuel), de façon temporaire uniquement (en cas de nécessité pour des travaux, par exemple). Il n’y a donc pas de personnel en temps normal.

## Service des voyageurs
La gare est aujourd’hui fermée à tout trafic voyageur : il n'y a aucune desserte. Le bâtiment est à l'abandon (2023).